# Frank Illiano
Frank "Punchy" Illiano (1927 - 6 de enero de 2014) fue un capo ítalo-estadounidense de Brooklyn junto a la mafiosa familia Genovese. Durante los años 1960 y 1970, se desempeñó como teniente superior a los hermanos Gallo en sus dos guerras por el liderazgo de la mafiosa familia Colombo.

## Biografía
Illiano comenzó su carrera criminal como miembro de equipo de Gallo en la familia criminal Profaci, más tarde conocida como la familia Colombo. Illiano se ganó el apodo de "Punchy" (garra), como resultado de una corta carrera en el boxeo. Su capo era "Crazy Joey" Gallo, quien se convertiría en famoso por sus peleas con los jefes de la familia Profaci. En 1957, Illiano pudo haber participado en el asesinato de Albert Anastasia, jefe de la mafiosa familia Mangano.
A mediados de los años 1970 fue bienvenido en la familia Genovese y a finales de los años 1990 ascendió a capo callejero. En los años 2010 todavía dirigía un equipo dedicado a las operaciones de apuestas y usurpación de préstamos en Brooklyn, Manhattan y Staten Island.

## Muerte
Murió de una infección en un hospital de Nueva York el 6 de enero de 2014.

## Otras lecturas
- Capeci, Jerry. The Complete Idiot's Guide to the Mafia. Indianapolis: Alpha Books, 2002. ISBN 0-02-864225-2
- Raab, Selwyn. Five Families: The Rise, Decline, and Resurgence of America's Most Powerful Mafia Empires. New York: St. Martin's Press 2005. ISBN 0-312-30094-8